# Tiger Electronics

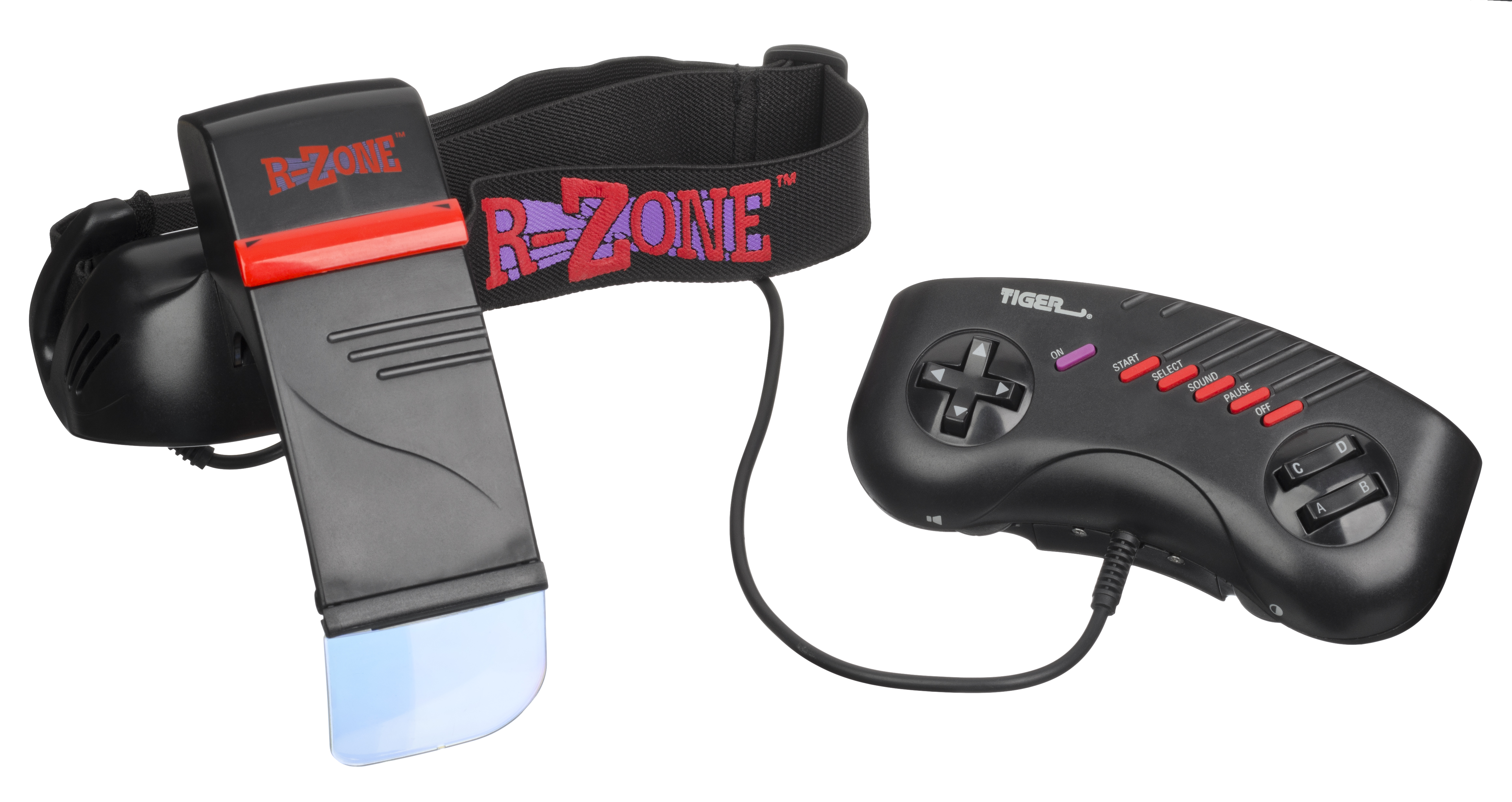
Handheld-Konsole R-Zone (1995–1997)

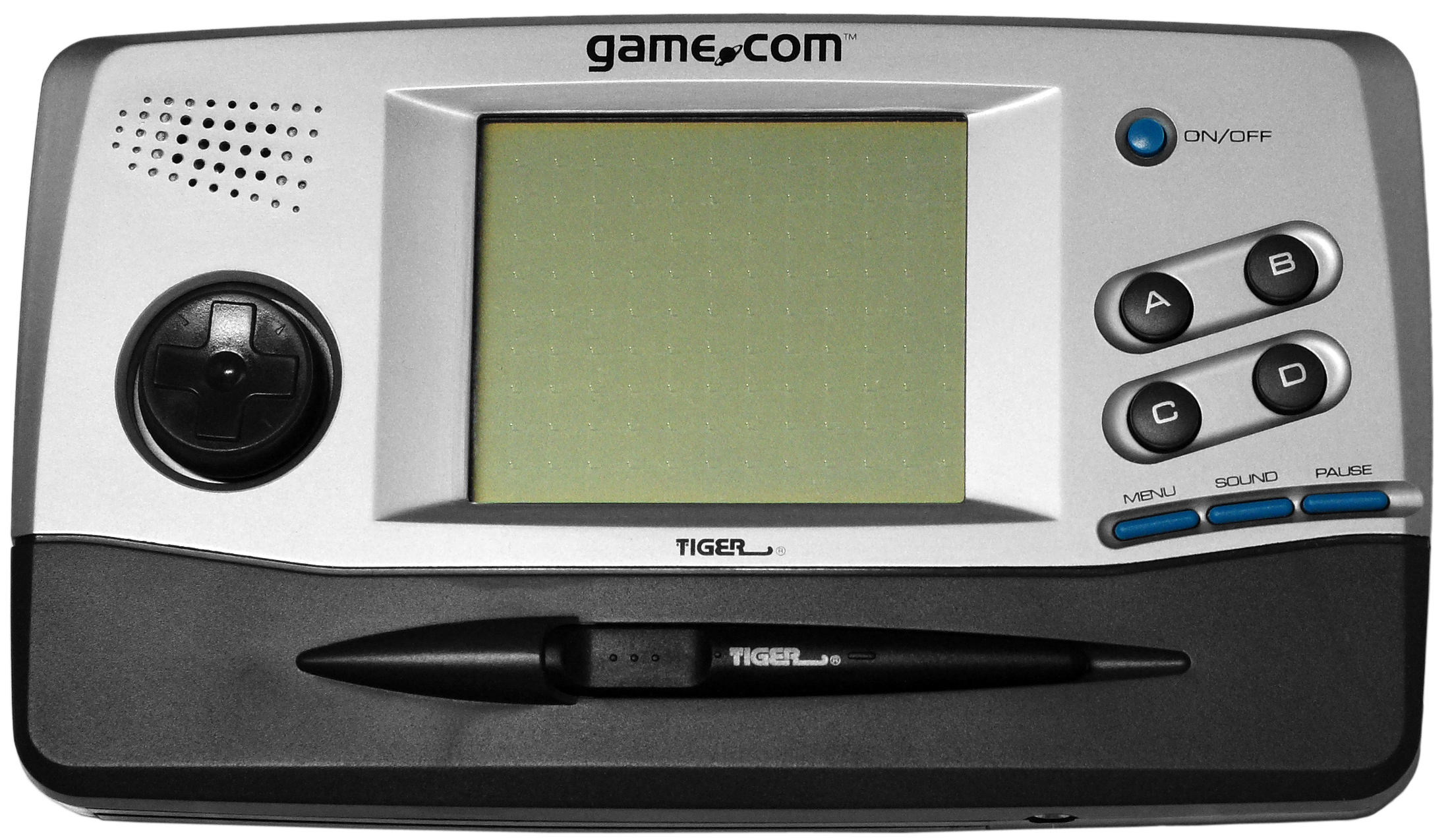
Handheld-Konsole Game.com (1997)

Tiger Electronics ist ein US-amerikanischer Spielzeughersteller, der bekannt für seine Produktreihen Furby und Giga Pets ist.

## Geschichte
Die Firma wurde 1978 von Randy Rissman und Roger Shiffman gegründet. Zunächst stellte man einfache technische Geräte wie Plattenspieler her, widmete sich aber bald darauf der Entwicklung von LCD-Spielen und Lernspielzeug. Einer der ersten großen Erfolge war der Stimmen-Digitizer „Talkboy“, gefolgt vom „Brain Warp“. Außerdem erwarb Tiger die Rechte am „Lazer Tag“ von Worlds of Wonder.
Von 1995 bis 1997 produzierte Tiger Electronic die erfolglose leistungsschwache Konsole R-Zone.
1997 veröffentlicht das Unternehmen den Game.com, die erste internetfähige Handheld-Konsole.
1998 wurde Tiger Electronics vom Spielzeughersteller Hasbro aufgekauft. Hasbro hatte bis dahin kaum elektronisches Spielzeug entwickelt, zeigte sich aber an der Entwicklung von Furby interessiert. Mit Hasbros Unterstützung konnte Tiger Furby rasch entwickeln und zur Feriensaison 1998 auf den Markt bringen mit großem Erfolg – Furby wurde zum beliebtesten Spielzeug 1998 und 1999.
Mit den „Giga Pets“ brachte Tiger ferner eine Reihe elektronischer virtueller Haustiere als Konkurrenz zu den japanischen Tamagotchis auf den Markt.
Seitdem zählt Tiger Electronics zu den bedeutendsten Herstellern elektronischer Spielwaren und erhielt unter anderem Lizenzen zur Produktion von Spielzeug zu Star Wars, Barney, Arthur, Winnie Puuh, Franklin, Neopets, Glücksrad.
2000 erwarb Tiger die Lizenz zur Produktion von Elektronikartikeln mit dem Yahoo!-Label, darunter Digitalkameras, Webcams und ein „Hits Downloader“ zum Musikdownload für Tigers „Hit-Clips“-Player.
Die andauernde Fortentwicklung der Furby-Technologie führte 2003 zur Entwicklung und Veröffentlichung der „FurReal“-Reihe.